# David II (roi des Kartvels)
Pour les articles homonymes, voir David II.
David II (894-937) est un roi des Kartvels de la dynastie des Bagrations.
Il est le fils aîné d'Adarnassé IV d'Ibérie. Prince de Qvéli-Djavakhéti et duc de Tao Inférieur, il est roi titulaire d'Ibérie (David Ier) comme successeur de son père, sous la suzeraineté de facto de l'Abkhazie de 923 à 937. Il a également reçu le titre de magistros de l'Empire byzantin.
Sans union connue, il meurt sans descendance et le titre de roi titulaire des Kartvels passe à son frère Soumbat.

## Sources
- Cyrille Toumanoff, Les dynasties de la Caucasie chrétienne de l'Antiquité jusqu'au XIXe siècle : Tables généalogiques et chronologiques, Rome, 1990, p. 130.
- Marie-Félicité Brosset, Additions et éclaircissements à l'Histoire de la Géorgie, Académie impériale des sciences, Saint-Pétersbourg, 1851 (lire ce livre avec Google Books : ), Addition IX, p. 155.